# Підземне сховище газу Ходжиабад
Підземне сховище газу Ходжиабад — інфраструктурний об'єкт газової промисловості на півдні Ферганської долини.
Для обслуговування споживачів Ферганської долини в радянські часи були створені підземні газосховища Північний Сох та Майли-Суу. Після розпаду СРСР вони повністю або частково опинились на території Киргизстану, тому узбецька влада вирішила спорудити власне сховище, для облаштування якого обрали виснажений поклад родовища Шарихан-Ходжиабад. У 1996—1998 роках здійснили комплекс робіт, який дозволив створити сховище активною ємністю 0,9 млрд м3.
Зберігання ресурсу відбувається на глибині 1900—2100 метрів у породах нижньої крейди. Первісний проєкт включив облаштування 62 свердловин та спорудження компресорної станції потужністю 42 МВт. Також було потрібно додатково прокласти 41 км газопроводів у діаметрі 720 мм.
Ресурс для закачування надходить по трубопроводу Наманган — Андижан, а видача газу можлива як ним, так і по газопроводу Андижан — Фергана.
У 2023 році фонд свердловин сховища поповнили ще п'ятьма.